# Enio Squeff

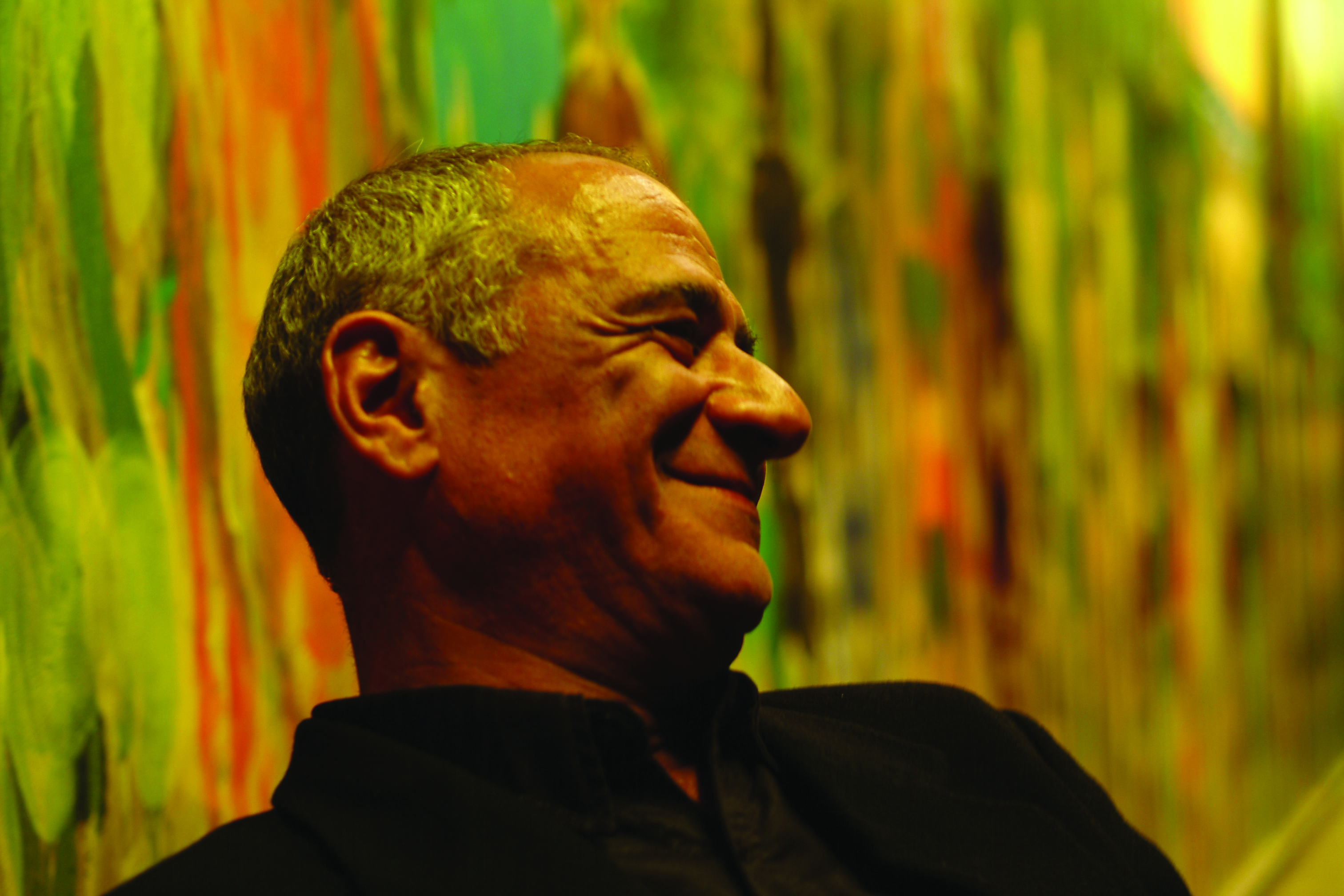
Foto do artista plástico Enio Squeff

Foto do interior do ateliê do artista plástico Enio Squeff, localizado no bairro de Pinheiros em São Paulo-SP

Enio Squeff (Porto Alegre, 9 de junho de 1943) é um artista plástico, crítico de música, escritor e jornalista brasileiro.
Extremamente versátil, Squeff é um dos grandes nomes da arte brasileira, trabalhando com a renovação da tradição pictórica e abordando uma gama variada de temáticas, sobretudo aquelas consideradas relevantes para a cultura brasileira e, em especial, a paulistana. É também reconhecido internacionalmente por suas ilustrações de obras literárias, área na qual alcançou grande destaque.
Squeff iniciou sua carreira artística como ilustrador em jornais como a Folha de S. Paulo e O Estado de S. Paulo, nos quais também atuou como repórter, editor e editorialista. Sua perspicácia e criatividade latentes o levaram adiante. Desde que iniciou trabalhos em aquarela, nas palavras do próprio, nunca mais parou de pintar. Em seu portfólio encontramos ilustrações, aquarelas, pinturas – sobre diferentes suportes -, xilogravuras, vitrais, painéis, e a lista segue. Atualmente, em paralelo à pintura, arte que cultiva de maneira religiosa diariamente, tem também se dedicado à escultura, arte que tem desvendado com esmero, ao qual acresce seu projeto de construção de um monumento à convivência religiosa – obra arquitetônica que demanda um vasto planejamento, pensada a partir de vitrais e azulejos decorados.

## Biografia
Filho de João Abdalla Squeff e de Angela Arizio Squeff, Enio Squeff é natural de Porto Alegre mas passou a infância na cidade Nova Prata, localizada na serra gaúcha. Instalou-se com a família em Porto Alegre definitivamente em 1954, onde completou os estudos no Colégio Anchieta em 1961.
Formado em Jornalismo pela Universidade Federal do Rio Grande do Sul (UFRGS) em 1965, iniciou sua carreira como crítico musical e diretor da Discoteca Pública do Rio Grande do Sul entre os anos de 1965 e 1968. Nesse mesmo período, atuou também como secretário do Seminário Livre de Música, o qual ajudou a fundar, junto com o compositor Bruno Kiefer e o violinista José Kruel Gomes.
É para trabalhar como repórter na recém-criada revista Veja, integrando a primeira a primeira equipe de jornalistas da publicação, que Enio mudou-se para São Paulo, no ano de 1968. Desse ano em diante, até 1978, atuou incansavelmente no universo jornalístico. De suas experiências nesse sentido, vale destacar seu trabalho como repórter especial para a seção Suplemento literário do jornal o Estado de S. Paulo, para o qual também publicou ensaio sobre Os Sertões, de Euclides da Cunha, na ocasião das comemorações do centenário do periódico. Também nesse período, é contratado como editorialista da Folha de S. Paulo.  Só então Squeff foi descoberto também como artista ilustrador. A convite de Otávio Frias de Oliveira, que o descobriu desenhando no escritório, passou a ilustrar a página de opinião do jornal. No ano de 1980, expôs seus trabalhos artísticos pela primeira vez, participando do 44° Salão Paulista de Belas Artes, na Galeria Prestes Maia em São Paulo.
Em 1982, três experiências se destacam na carreira de Squeff. A primeira é o recebimento de um prêmio de estímulo a novos talentos no Salão Paulista de Belas Artes, voltado ao reconhecimento de jovens artistas. Em seguida, dada sua experiência e relevância como jornalista e crítico musical,  escreveu junto com o compositor e ensaísta José Miguel Wisnik um volume sobre música popular para a coleção “O Nacional e o Popular na Cultura Brasileira” da Editora Brasiliense. Ainda no mesmo ano, atuou como Assessor Cultural da Secretaria de Cultura do Estado de São Paulo, onde colaborou com a produção do periódico SP Cultura. 
Entre os anos de 1984, atuou como editor chefe e ilustrador da revista Pau Brasil, publicação bimestral sobre ecologia e cultura do Departamento de Águas e Energia Elétrica de São Paulo. No mesmo período, ilustrou as capas dos trinta volumes da coleção “Grandes Sucessos da Litura Internacional”, publicados pela Rio Gráfica, além de ilustrar alguns títulos para as publicações do Círculo do Livro.
Com a carreira de artista se consolidando, exposições começaram a se somar no portfólio de Squeff. Entre 1988 e 1990, expôs seus desenhos na Pinacoteca de São Paulo, no Instituto de Cultura Brasil-Colômbia e na Galeria Círculo, os dois últimos em Bogotá. A convite de Plínio Martins Filho, diretor da Editora da Universidade de São Paulo (EDUSP), ilustrou a Odisseia de Homero publicada pela universidade. Estas ilustrações fizeram parte de uma exposição individual na Galeria Aliança Francesa e no Museu de Arte do Rio Grande do Sul (MARGS), um ano depois.
No início dos anos 2000, publicou três livros: “Vila Madalena – Crônica histórica e sentimental"; “Origem dos Municípios Paulistas” em colaboração com Helder Perri Ferrreira; e, por fim, “Kislansky, o Eterno e o Moderno”. O primeiro, componente da série “Trilhas”, publicado pela Boitempo Editorial em 2002, apresenta visões pessoais sobre o bairro da capital paulista, colaborando com o objetivo de construção de imagens social e culturalmente pluralistas da cidade. Ainda perseguindo a temática das cidades em São Paulo, o segundo livro, que conta também com ilustrações originais de Squeff realizadas especialmente para o volume, foi publicado em parceria com a Imprensa Oficial do Estado de São Paulo, e é um extenso trabalho de pesquisa histórica e criação artística, feito a partir de consultas a dicionários, autoridades em língua, velhos moradores e documentos de arquivos. Esse trabalho também rendeu a Squeff uma exposição itinerante pelo Estado de São Paulo, realizada pela Secretaria da Cultura do Estado em parceria com o Sistema Estadual de Museus (SISEM-SP). Por fim, o último livro dessa lista abordou a obra artística do escultor Israel Kislansky, o qual muito influencia as obras de Squeff até os dias atuais. O livro foi publicado em 2006 pela Editora San Floro.
Artista de múltiplos talentos, Squeff se dedicou a construção de uma obra de caráter monumental no ano de 2004, na ocasião dos 450 anos da cidade de São Paulo: um painel de 118 metros acompanhado de um vitral com a figura de Paulo de Tarso, patrono da cidade de São Paulo, no SESC Itaquera, obra pública que contou com a participação de mais de cem pessoas da região, representando uma viagem cultural pela história da cidade. Atualmente, o vitral encontra-se hoje entronado permanentemente na Escola de Artes, Ciências e Humanidades (EACH) da Universidade de São Paulo, para a qual foi transferido em 2019.
Squeff pode ser considerado um dos maiores ilustradores do Brasil. Com uma carreira de sucesso como desenhista, ilustrou mais de cem obras ao longo dos anos, incluindo as citadas acima. À essas, somam-se ainda duas outras grandes obras, que demonstram a grandeza e habilidade criativa de Squeff no campo da ilustração: a ilustração de todas as quinhentas e tantas páginas de O Cancioneiro, obra do poeta renascentista Francesco Petrarca. É importante observar que todas as ilustrações, realizadas exclusivamente para a publicação da Ateliê Editorial em parceria com a Editora Unicamp, foram feitas “alla prima”, o que significa dizer que Squeff desenhou diretamente nas páginas do livro em uma de suas etapas finais de impressão, e, portanto, não contou com nenhum tipo de edição posterior. Para citar somente mais uma de suas obras, temos o destaque recente de “K – relato de uma busca", de Bernardo Kucinski, publicado em 2011. Romance que tem a ditadura brasileira como pano de fundo, trabalha a dor e a memória de quem teve familiares assassinados pelo regime, construindo uma narrativa consistente e significativa sobre um dos períodos mais dolorosos de nossa história. As ilustrações de Squeff catalisam essas construções narrativas, revelando sentimentos e emoções através dos traços ora precisos, ora diáfanos, com contrastes criados pelos diferentes materiais utilizados. O romance de Kucinski foi traduzido para mais de seis idiomas, sempre acompanhado das ilustrações originais de Enio Squeff.
É inegável a carga dramática das obras de Enio. Obras, porque não limitadas à pintura propriamente dita, mas que convergem em um caleidoscópio de temas e técnicas que nos apresentam um mundo em constante mudança, e, ao mesmo tempo, congeladas por um único momento através do olhar do artista. como o próprio artista diz, uma "arte compósita", "condição de toda a arte contemporânea"(sic).
Esse mundo é São Paulo, e também é Brasil, e é igualmente o universo cultural extremamente rico das pessoas que dão vida a esses lugares. A convivência dos temas religiosos com a pérfida crueldade humana e a desigualdade social, a concretude das paisagens urbanas e rurais em sincronia com o fantástico, inspirado por nossas histórias populares. Não há como deixar de citar os nus artísticos, que havendo perpassado grande parte de toda a história da arte, representada pelos mais diversos pintores, escultores, ilustradores, dos mestres aos aprendizes, aqui é revista por Enio com a sagacidade de quem é intelectual e mundano, a um só tempo.
A brasilidade, esse conceito que se renova a cada ano, mês ou dia, a cada novo olhar que lhe é dirigido, é caro a Squeff. Se temos no artista um olhar apurado para a cidade em que viveu a maior parte da vida – um paulistano de coração -, temos também uma constante afirmação do popular em um sentido mais amplo, extrapolando o nacional por meio das representações regionais. Seja pelo amor ao futebol, pelas festas populares, pela diversidade étnica e religiosa, pela desigualdade social, a arte nos convida a sentir – mais que pensar – quem somos e aonde pertencemos. Em um mundo globalizado, em que as referências culturais se diluem em fragmentos, o resgate da identidade e perpetuação dos efêmeros cotidianos são elementos que se destacam nas pinturas do artista.
Situar todas as referências artísticas de Squeff para suas obras seria uma tarefa hercúlea, já que elas não se limitam ao campo das artes plásticas, mas abarcam a música, as artes literárias, ilustradas, audiovisuais, e, ainda, as historiografias. Para sua série de Noturnos, por exemplo, temos uma inegável influência da poética proposta por Chopin. O que podemos afirmar é que seu estilo se situa em um campo abrangente e diverso, construído ao longo de décadas, que é a vertente paulista da pintura brasileira. Aqui, à pintura figurativa é dado um novo fôlego, e ela ressurge não mais aos moldes tradicionais e ligados à academia, mas renovada por técnicas que lhe trazem cores, movimentos e significados modernos. 
Seu projeto de destaque mais recente é o “Memorial à Convivência Religiosa”, obra pública de caráter ecumênico a ser instalada em um parque da cidade de São Paulo, buscando um dialogo entre diferentes religiões através da arte.

## Crítica
Gerd Bornheim, filósofo e crítico de arte brasileiro, comentou sobre a obra de Enio Squeff: 
"(...) No caso especial de Enio Squeff, observa-se um detalhe altamente significativo: homem todo transido de música, nunca se percebe, neste seu traço particular, onde as coisas realmente começam: se no ritmo, a desdizer-se; se no tempo, a desmentir-se; se em certa planura, a admitir o contrapeso da exploração cenográfica da profundidade. Nem importa: a sonoridade está em todos os lugares, nos complexos acordes a determinar certos tons de base (porque tudo se faz no plural), a instruir o uníssono da linguagem inconfundível e sempre variada de nosso artista. Nada existe que possa fazer-se estranho às sonoridades musicais, como também nada existe que possa alhear-se da vibração das cores. Mas, quaisquer sejam as raízes, trata-se sempre daquilo que mais atrai: de pintura, de forte ação de pintar, que tudo a si submete, ainda que desprevenida através de seus mais claros propósitos. (...) Pois avanço que a pintura de Squeff, precisamente por seus aspectos mais originais, termina se inserindo na ampla e diversificada presença dessa vertente sulina do expressionismo para assumir, plenamente, temáticas e linguagens de brasilidade. Dir-se-ia até que Enio pinta assim como quem não quer nada, espécie de hábito compulsivo preso a horários determinados, como que a decorar a musicalidade de cada gesto plástico, e é do fundo dessa reclusão que ele se alça a amplidões que são totalmente suas — mas que também são nossas, as dos espectadores —, e sabe construir a estrutura que define a sua arte".

Gerd Bornheim, As dobras do despudor.
Daniel Piza, jornalista e crítico de arte, exaltou a produção de Enio Squeff na Revista Bravo!, em 1997: 
"(...) Enio Squeff é um pintor que trabalha na tangente. Na maioria, suas pinturas são gestuais, coloridas, aparentemente feitas em alta velocidade com ascendência no fauve e no pop. A impressão é reforçada pelas molduras pintadas como se ele quisesse extravasar o espaço, saltar para fora do quadro. Mas, depois de convivermos um período com essas telas, vamos percebendo que não há aqui nenhum traço de exibicionismo, nenhuma ousadia barata, nenhum show off. Squeff busca uma densidade, uma concentração que o distingue fortemente de certa pintura brasileira, sempre disposta a apelar ao fácil, usando cores vivas e formas estilizadas pelo simples fato que elas criam uma vibração superficial, ruidosa. (...) É por isso que é fundamental que domine, como domina, um número elevado de recursos técnicos".

Daniel Piza, Revista Bravo!, 1997.
Alessandra Mello Simões Paiva, crítica de arte, sobre a obra do artista: 
"(...) Como primeiro espectador de sua obra, Enio estabelece um processo criativo cíclico que traz força e consistência à sua pintura. O artista pinta e repinta seus quadros, até encontrar o desenlace pictórico que, pelo menos supostamente, procura. Não é necessária uma observação muito minuciosa; a inquietude se manifesta na gestualidade calculada e na explosão contida de suas composições. Parece ser tudo tão absorto, que mesmo as cores puras gritam de forma surda, atenuadas pela solidez da superfície do quadro. (...) Em muitas de suas obras, a insistência de linhas e cores provoca perspectivas e figuras disformes. Suas pinturas de interiores procuram captar as vibrações e variações das cores nesse espaço restrito. Não há brilho, apenas uma centelha que confunde e sugere certa vibração áspera. Há, sim, uma concretude em todas as coisas, que parece fazer com que as formas se mesclem, mas sem perderem a referência de seus contornos. As texturas das paredes dos interiores se confundem com a pele dos personagens, mas os contornos, aparentemente desfeitos, se impõem e não se diluem. Isso vale até mesmo quando o pintor extrapola os limites da moldura do quadro. Toda essa materialidade ajuda a conferir um sentido contemporâneo a suas imagens: elas parecem falar diretamente ao espectador sobre um estranho espetáculo cotidiano, sobre uma espécie de redenção da futilidade da vida, a ânsia da realização, a pulsante necessidade de criar, ou mesmo sobre o espetáculo sensorial no qual a vida pode se transformar. (...)".

Alessandra Mello Simões Paiva, Figuras ressonantes: a fé inabalável na figura e a inquietude gestual na obra de Enio Squeff, 2009.
Maria Luiza Silveira: 
"(...) não é propriamente com esta ou aquela figura particular, presente em alguma obra historicamente anterior que Squeff se relaciona, mas com uma HERANÇA, herança que reinterpreta, isto é, incorpora, individualiza e transforma em traço estrutural de sua obra. A escolha de um tema jamais fica alheia a essas considerações sobre o herdar. Seus temas, muitas vezes oriundos da literatura, podem ser extraídos da imagética antiga ou da religiosidade popular, ou dos registros da história da arte, mas principalmente das cenas mais banais que a vida cotidiana nos oferece. E sua obra é também um emblema daquilo que permanece a partir de um certo legado, de tudo o que foi possível preservar do trabalho corrosivo do tempo. Um tema insiste? Pois nessa insistência podemos entrever a posta em ato de uma repetição significante, a própria atuação do fantasma que habita o sujeito que o artista é. (...) Ousaria dizer que Squeff tem a pintura por filosofia. A incessante (e inquietante) preocupação com a obra, a obsessão pela permanência da criação, ocupa nele esse lugar. Sua divisa parece ser a mesma de Leonardo da Vinci: Hostinato rigore. Uma disciplina férrea, nenhum dia sem desenhar ou pintar. Nada lhe escapa à atenção. Não esquece nada do que entra na "confusão" do que é: desce à profundeza do que pertence a todo o mundo, embriaga-se na espessura do mundo, afastase dele e se olha. (...)".

Maria Luiza Silveira, A figura escondida de todas as figuras.
O curador independe Gilberto Habib de Oliveira, sobre Enio Squeff na ocasião de retrospectiva de trinta anos de sua carreira como pintor na Galeria Pintura Brasileira, em 2013: 
Corre a ideia de que a arte contemporânea deixou de se apresentar como acessível e decifrável. Que supor, então, de obras produzidas por um artista ilustrado, familiar dos clássicos e experiente com as palavras? Seria algo enigmático, fronteiriço ao oculto, quase incognoscível? Longe de uma estética normativa (segundo a ideia do filósofo e crítico de arte, Gerd Bornheim) e próxima da inquietude e do inconformismo — esta a obra de Enio Squeff. Por vezes estranha, outras tantas quase errática, Enio tem a maturidade dos que sabem manejar elementos da sintaxe pictórica e propor ideias mais além da pintura. (...) ressalta disso propor não conhecê-lo em tudo, mas antes acercar-se de sua obra por um viés mais fácil — o da contemplação. Há, enfim, que se atingir o público (...) pelos sentidos, antes que qualquer outra coisa".

Gilberto Habib Oliveira, Longe de uma estética normativa, 2013.
O compositor Willy Corrêa de Oliveira, também fez comentários sobre Enio para uma de suas exposições em Cuba, no ano de 1997 :
"(...) Quando o Enio Squeff estraga um quadro é quando um quadro se torna um Enio Squeff. Um Enio Squeff é uma pintura em que a raiva está pintada. Essa raiva contra a 'doença contagiosa do ocidente'. A raiva que é como a salvação de saber-se doente. É impossível que alguém viva no capitalismo sem adoecer. Mas ainda resta sentir ódio da doença, sem conivências, sem ilusões. E se tem o dom de pintar, pintar a raiva. Mostrar a Cuba essa raiva há de ser bom para Cuba. Um artista (verdadeiramente) é um artista mesmo doente, mas se ele não se curva frente aos enganos do capitalismo, não é um doente desenganado. É um artista acusando o mundo de seus males. Salva-o, saber-se doente; salva-o, saber (e poder) pintar a raiva. É bela, a raiva por coisas feias. Muito bela".

Willy Corrêa de Oliveira, Para Cuba, 1997.

## Exposições[14]
- 1980: 44° Salão Paulista de Belas Artes, Galeria Prestes Maia, São Paulo, Brasil.
- 1989: “Desenhos com nus e paisagens”, Pinacoteca do Estado, São Paulo, Brasil.

"Desenhos”, Casa de Cultura Brasil, Bogotá, Colômbia.
“Desenhos”, República Democrática Alemã (ex-DDR)
- 1990: “Aquarelas”, Galeria Círculo, Bogotá, Colômbia.

“7 Visiones sobre Papel”, Galeria Arte 19, Bogotá, Colômbia.
- 1991: “Enio Squeff e Marcos Vasconcellos”, Galeria Acosta Valencia, Bogotá, Colômbia.
- 1992: “Nocturnos: Paisaje Urbano”, Galeria Círculo em Bogotá, Colômbia.

“Desenhos da Odisseia”, Galeria Alliance Française, São Paulo – SP, Brasil.
- 1993: “Desenhos da Odisseia”, Museu de Arte do Rio Grande do Sul (MARGS), Porto Alegre – RS, Brasil

“La Ciudad: Puntos de Vista - Enio Squeff e Arturo Alape”, Galeria Círculo, Bogotá, Colômbia.
- 1994: “Meninos de Rua”, Museu da Imagem e do Som, Rio de Janeiro – RJ, Brasil.
- 1995: “Enio Squeff: Pinturas”, Galeria Iberê Camargo – Usina do Gasômetro, Porto Alegre – RS, Brasil.

"Caleidoscópio Brasileiro, Enio Squeff, Tomie Ohtake, Maria Isabel Piza Franco, Daisy Xavier, Paulino Aversa e Milton Sobreiro em exposição coletiva”, Galeria Espacio, Bogotá, Colômbia.
- 1997: “Pinturas e Repinturas”, Casa de Cultura Joselito Fernandez, Havana, Cuba.
- 1998: “Pinturas”, Galeria Múltipla de Arte, São Paulo – SP, Brasil
- 2001: “O Amor Sagrado e o Amor Profano”, Espaço Cultural do Conselho Regional de Engenharia, Arquitetura e Agronomia do Estado do Rio de Janeiro (CREA-RJ), Brasil.
- 2003: “Pinheiros: Palavras e Impressões - Conceição Cahú e Enio Squeff”, Biblioteca Alceu Amoroso Lima, São Paulo – SP, Brasil.

Mostra do Circuito da 1ª Quadrienal Internacional de Aquarela, Faculdade Santa Marcelina (FASM), São Paulo – SP, Brasil.
“Pinturas e Circunstâncias”, Museu de Arte Leopoldo Gotuzzo (MALG), Instituto de Letras e Artes - Universidade Federal Pelotas, Pelotas – RS, Brasil.
- 2004: “Santidades”, Conjunto Cultural da Caixa – Galeria da Paulista, São Paulo – SP, Brasil.

"De Saulo de Tarso a São Paulo”, SESC Itaquera, São Paulo – SP, Brasil.
“Com a palavra, a ilustração”, Centro Cultural CEEE Erico Verissimo, Porto Alegre – RS, Brasil.
“A Aquarela nos 450 anos de São Paulo”, Galeria Eugenie Villien - Faculdade Santa Marcelina, São Paulo – SP, Brasil.
- 2006: “Dom Quixote de la Mancha por Enio Squeff”, SESC Santo Amaro, São Paulo – SP, Brasil.
- 2007: “Orixás”, Restaurante Soteropolitano, São Paulo – SP, Brasil.

“Enio Squeff – desenhos e pintura”, Espaço Cultural Monte Bianco, São Paulo – SP, Brasil.
"Viva o Hino”, SESC Ipiranga, São Paulo – SP, Brasil.
- 2008: “Enio Squeff e Gerd Bornheim: Dois Pensadores do Brasil”, Galeria Municipal de Arte Gerd Bornheim, Caxias do Sul – RS, Brasil
- 2009: “Um Certo Olhar”, Casa Brasileira, São Sebastião - SP, Brasil.
- "Villa-Lobos”, Biblioteca Mário de Andrade, São Paulo – SP, Brasil.
- 2010: “‘câmara’ de Enio Squeff”, Galeria PontoArt, São Paulo – SP, Brasil.
- 2013: “Enio Squeff, o pictórico e o crítico”, Galeria Pintura Brasileira, São Paulo – SP, Brasil.
- 2014: “Futebol é arte”, Galeria PontoArt, São Paulo – SP, Brasil.
- 2019: “Um Certo Olhar”, Casa Brasileira - Instituto Mpumalanga, São Sebastião – SP, Brasil.